# 일본국 헌법 제19조
일본국 헌법 제19조(일본어: 日本国憲法第19条)은 일본국 헌법 제3장 "국민의 권리와 의무"의 조문 중 하나이다. 사상 및 양심의 자유에 대해 규정한 헌법 제20조, 제21조 및 제23조의 총칙적 규정이다.

## 조문
일본국 헌법 제19조
사상 및 양심의 자유는 이를 침해하여서는 아니 된다.

## 해설
사상 및 양심의 자유는 표현의 자유 등 다른 각종 정신적 자유권의 전제가 되고 있는 것으로 해석된다. 그 내용이 내심(內心)의 자유이므로, 타인의 인권과의 저촉에 의한 권리의 제약이나 정책적 목적에 의한 제약이 지극히 한정적으로만 허용된다는 것이며, 이는 최대한 보장되는 권리이다. 또한 근래에는 "사상 및 양심의 자유"는 사상 및 양심을 형성할 자유나 이를 외부에 표현할 자유도 보장한다는 것도 유력하게 거론되는 설 중 하나이다.
또한 사상 및 양심의 자유는 민주주의, 민주제가 기능하기 위한 최소한의 자유로서의 측면도 가진다.
이 조항은 포츠담 선언에서 "민주적 경향의 부활과 언론, 사상 및 종교의 자유 보장"을 요구하고 있는 제10조에 기초하여 만들어진 것이다.